# Sesjun
Sesjun was een langlopend jazz-radioprogramma van de TROS.
Het werd van 17 mei 1973 tot 1 oktober 1992 vanuit een café in Laren rechtstreeks uitgezonden op donderdagavond tussen 22:00 en 23:00 uur door de TROS op Hilversum 3 en vanaf 5 december 1985 op Radio 3. Het werd al die tijd gepresenteerd door Cees Schrama. Producer was Dick de Winter. Regelmatige gasten waren Harry Verbeke, Rob Franken, Edwin Berg, de band La Ritmica en de Bigband the Skymasters.
Alle belangrijke Nederlandse en buitenlandse jazzmusici speelden in het programma, dat eerst vanuit De Boerenhofstede werd uitgezonden en vanaf 1978 vanuit Nick Vollebregt's Jazzcafé in Laren. Door de invoering van de horizontale programmering en de algehele vernieuwing van Radio 3 per 5 oktober 1992, stopte het programma op donderdag 1 oktober 1992 (de allerlaatste TROS donderdag) op de nationale publieke popzender. Per 4 oktober 1992 verhuisde de vaste uitzenddag van de TROS naar de zondag en hiermee verdween het programma uit de Radio 3 programmering.
Op 24 april 2003 werd het dertigjarig bestaan gevierd.
In 2004 kwam het einde voor - volgens het Guinness Book of Records - 'het (met 32 jaren) langstlopende live jazzprogramma ter wereld', dat vanaf 1982 via Radio Nederland Wereldomroep ook in de VS, Canada, Australië en Nieuw-Zeeland werd uitgezonden.
Van een aantal concerten zijn opnamen bewaard gebleven; een selectie hieruit is uitgebracht als cd-serie.